# Утконосовка
Утконосовка — село в Измаильском районе Одесской области. Входит в состав Утконосовского сельского совета.

## История
В 1945 г. Указом ПВС УССР село Эрдек-Бурно переименовано в Утконосовку.
Подавляющее большинство населения общается на молдавском языке. Единственно сохранившаяся молдавоязычная община на берегах озера Катлабух (из 5 сёл).

## Галерея

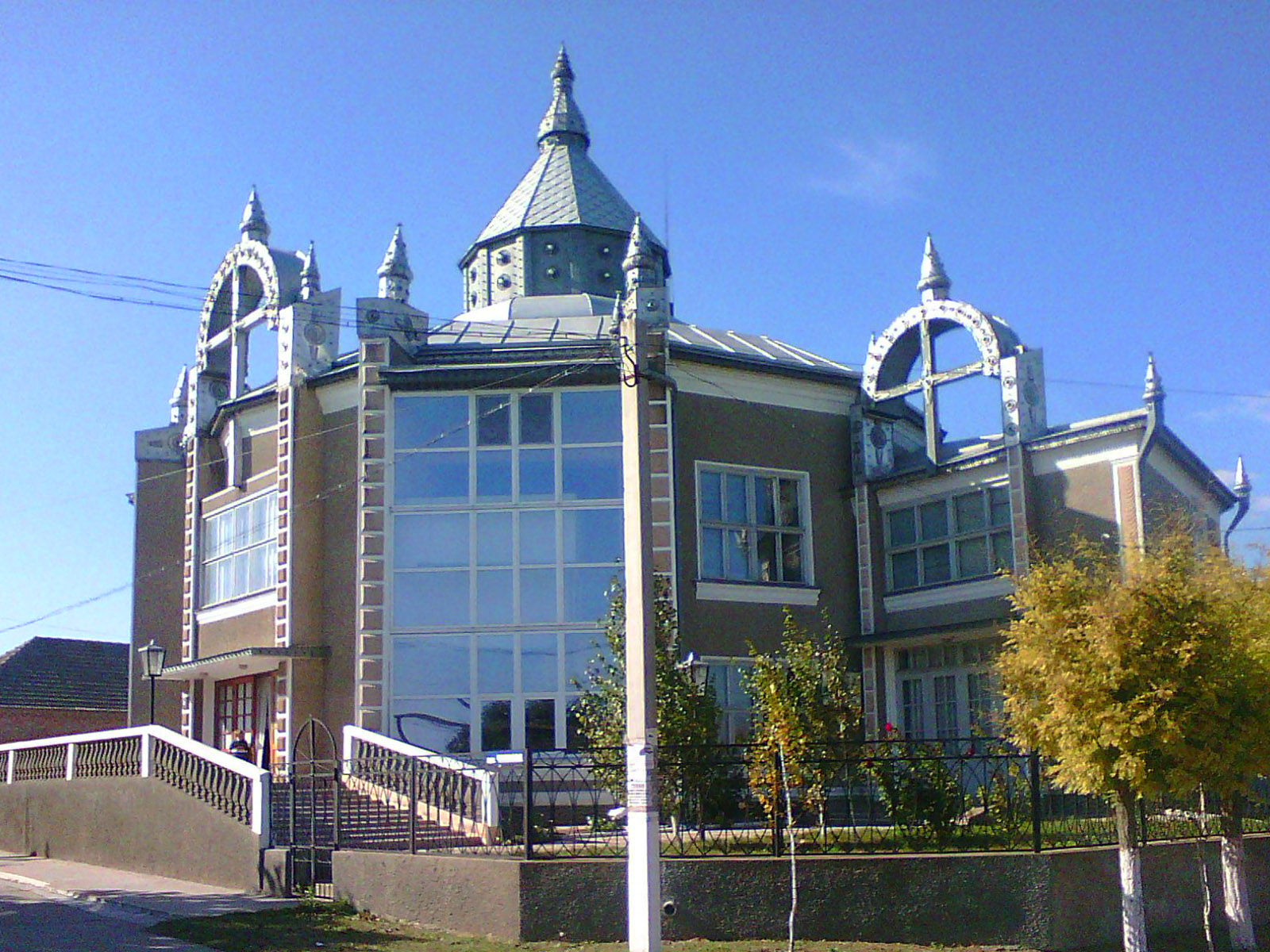
Здание протестантской церкви
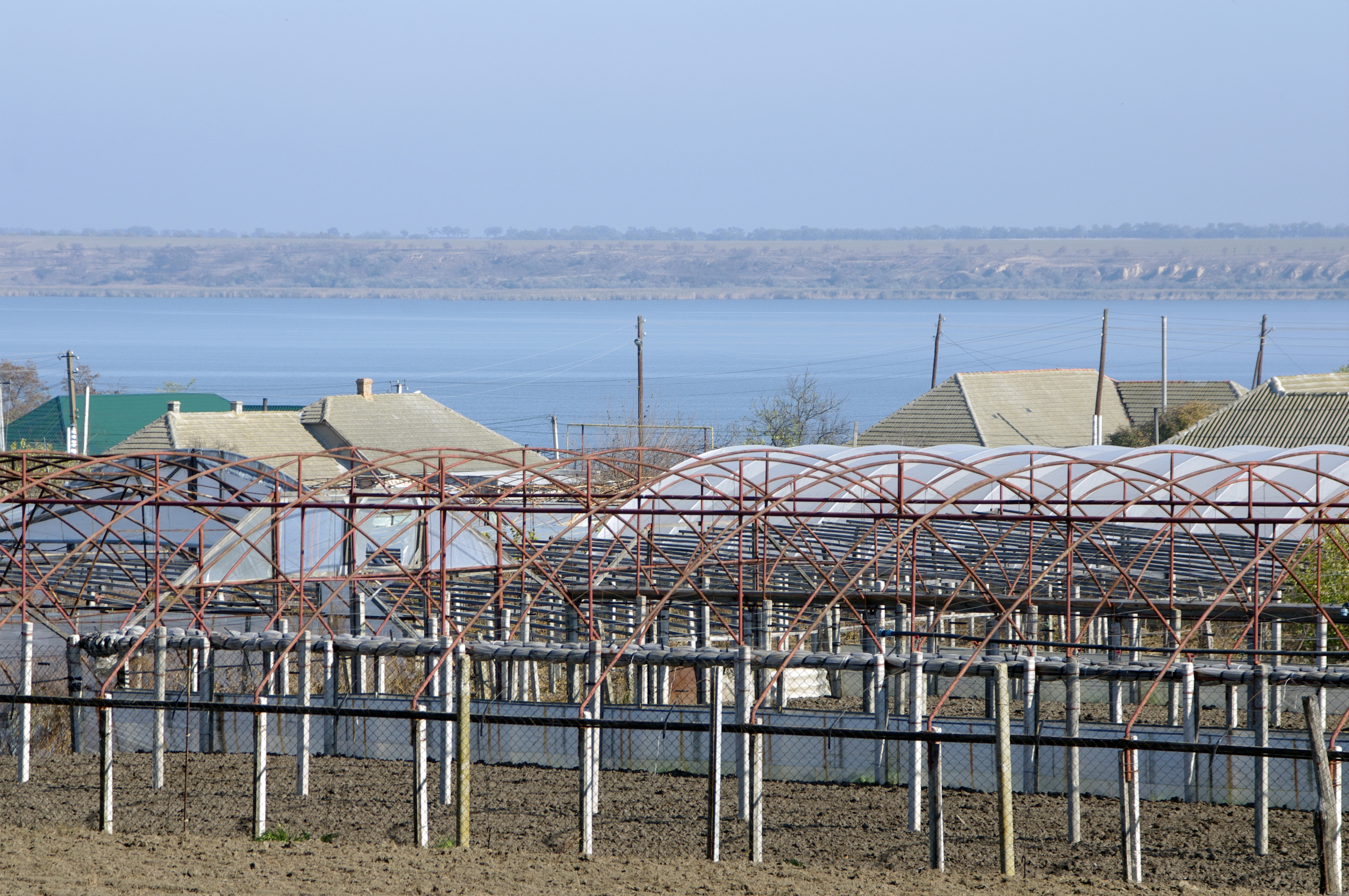
Вид на озеро Катлабух

## Население и национальный состав
По данным переписи населения Украины 2001 года, распределение жителей по родному языку в селе Утконосовка было следующим (в % от общей численности населения):
украинский — 3,04 %; русский — 3,29 %; белорусский — 0,02 %; болгарский — 2,02 %; гагаузский — 0,25 %; молдавский — 90,57 %; цыганский — 0,16 %; румынский — 0,28 %.
Население села: 4316 человек